# Игуман Серафим (Ракановић)
Серафим (световно Дарко Ракановић; Горња Бочиња код Маглаја, 24. мај 1976) српски је јеромонах и старешина Манастира Тресија.

## Биографија
Игуман јеромонах Серафим (Ракановић) рођен је 24. маја 1976. године у селу Горња Бочиња код Маглаја, али је одрастао у Сарајеву, од побожних и честитих родитеља. Основно образовање стекао је у своме родном месту. Приликом крштења је добио име Дарко.
Усписао је руски државни универзитет уметности и индустрије Строганова 1. септембра 1997. године у Москви, где је дипломирао 1. јануара 2004. године. Замонашен је 14. јануара 2010. године у Манастиру Подмаине код Будве, од стране митрополита црногорско-приморскога господина др Амфилохија (Радовића). Приликом монашења је добио монашко име Серафим.
Рукоположен је у чин јеромонаха 6. децембра 2016. године y храму Рођења Пресвете Богородице у Буенос Ајресу, од стране митрополита црногорско-приморскога господина др Амфилохија. Након упокојења старешине игумана Јована (Маричића), 7. августа 2020. године постављен је за настојатеља а одлуком епископа шумадијскога господина Јована (Младеновића), одликован је чином игумана манастира 9. јула 2022. године.